# 马丁娜·阿尔齐尼
马丁娜·阿尔齐尼（英語：Martina Alzini，1997年2月10日—），意大利女子自行车运动员，2021年世界场地自行车锦标赛女子团体追逐赛银牌得主、2022年世界场地自行车锦标赛女子团体追逐赛金牌得主。